# Victoria Sau
Victoria Sau Sánchez (Barcelona, 1 de abril de 1930-Barcelona, 6 de noviembre de 2013 ) fue una escritora y psicóloga española, más conocida por su faceta como activista política feminista, siendo una de las figuras más relevantes del feminismo de España y en especial de Cataluña. Dentro de su faceta como escritora, es menos conocida la de autora de más de 35 novelas rosas bajo el seudónimo de Vicky Lorca, y el haber escrito cuentos y otro tipo de obras divulgativas.

## Biografía

### Primeros años
Victoria Sau Sánchez nació el 1 de abril de 1930 en Barcelona, Cataluña, España. Hija única, su padre Sebastián Sau era comerciante y su madre Victoria Sánchez era modista-diseñadora. Estudió Bachillerato en el Instituto Maragall de Barcelona y algunos cursos de periodismo en la Escuela Oficial de Periodismo, ya que sentía vocación literaria desde muy joven.
Entró a trabajar como funcionaria en el Instituto Nacional de Previsión, trabajo que tuvo que abandonar al casarse en 1954 con Leopoldo Cánovas Martí (escritor y filósofo) debido a la legislación franquista. En 1955 tuvieron una sola hija, Gemma Cánovas Sau. 
Tras la excedencia forzosa de su trabajo, comenzó a escribir durante más de una década novelas rosas bajo el seudónimo de Vicky Lorca, que incluso fueron traducidas al portugués, y algunos cuentos de hadas con su nombre real. También escribió algunos libros didácticos sobre tareas domésticas.
A mediados de los años 70 retomó sus estudios en la Universidad Central de Barcelona, obteniendo un doctorado en Psicología y una licenciatura en Historia Contemporánea por la Universidad de Barcelona. Fue profesora de Psicología Diferencial de la Sección de Psicología de la facultad de Filosofía y Ciencias de la Educación de esta universidad, y ejerció al mismo tiempo como psicóloga.

### Activista feminista
Publicó una amplia obra divulgativa. En 1974 publicó su primera obra de carácter feminista: Manifiesto para la liberación de la mujer. Pero su obra de mayor influencia fue el Diccionario ideológico feminista (1981). Dedicó su actividad a cuestionar las bases del sistema patriarcal y crear unos fundamentos nuevos que sustentan un análisis más global y más innovador. Sus aportaciones llegaron muy lejos, trató temas como la división sexual del trabajo, la maternidad, el ciclo menstrual, el patriarcado y las guerras.

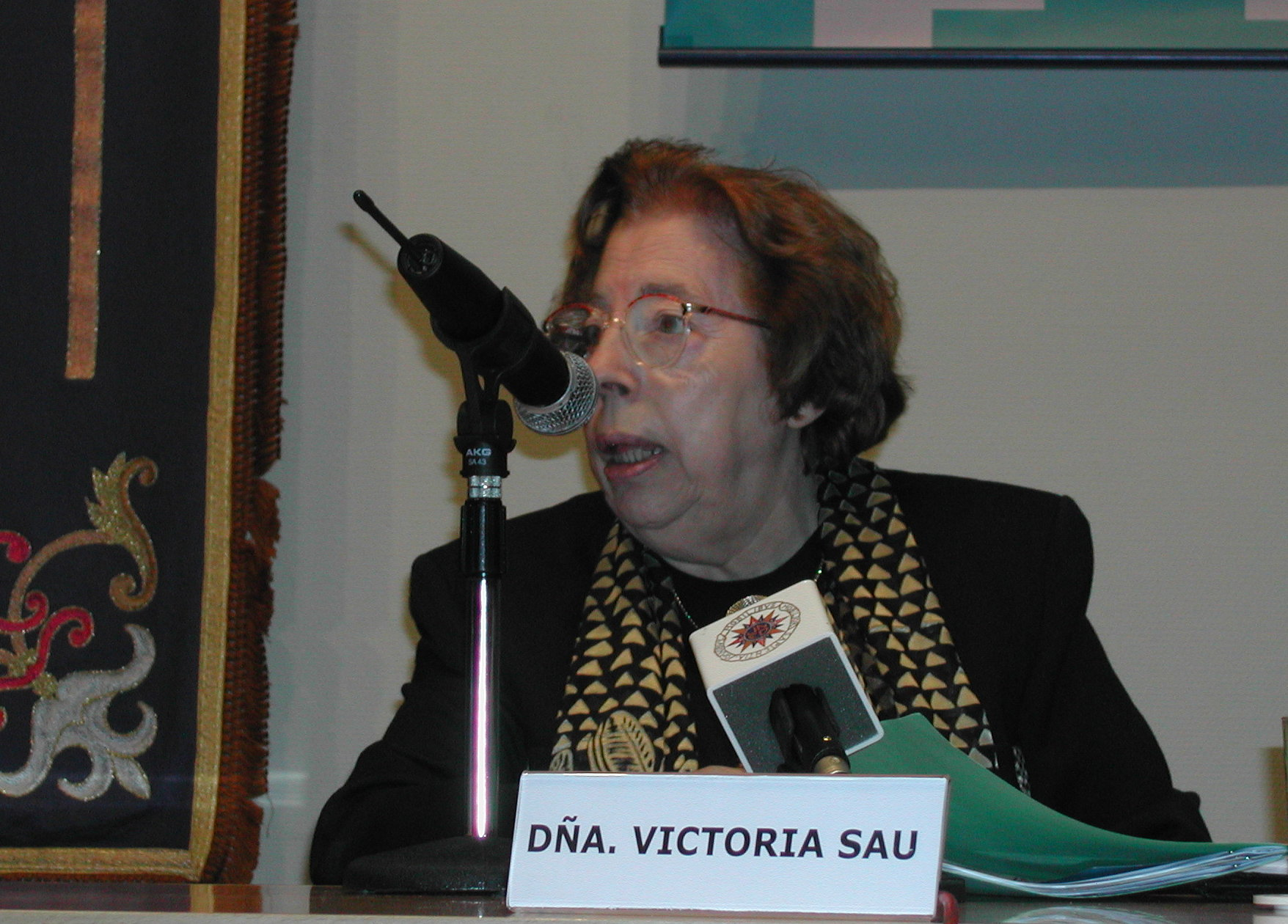
Victoria Sau. Intervención durante su homenaje realizado por la Red de Ciudades contra la violencia hacia las mujeres. Fuenlabrada 2001

Considerada una pensadora lúcida y referente, a su faceta de escritora, docente e investigadora añadió la de conferenciante, enseñó siempre con un lenguaje directo, sencillo y simplemente brillante. Fue mentora del 1.er Congreso de las Mujeres de Barcelona (1999) y fue miembro del Consejo de ciudad, nombrada por el Consejo de las Mujeres y vicepresidenta del Consejo de las Mujeres de Barcelona. Creó el concepto de "feminismo científico" y promovió en 2009 una petición a través del Consejo de las Mujeres del Ayuntamiento de Barcelona del reconocimiento a nivel mundial de la existencia del patriarcado.
Falleció a los 83 años, el 6 de noviembre de 2013 en su Barcelona natal, aunque está enterrada junto a su marido en Soria, donde habían veraneado desde finales de los ochenta.

## Distinciones
- 1991: Premio Comadre de Oro.[4]
- 2004: Medalla de Honor de Barcelona[5]
- 2007: Cruz de Sant Jordi[6]